# Соловйов Володимир Олексійович
Соловйо́в Володи́мир Олексі́йович (нар. 11 листопада 1946) — льотчик-космонавт СРСР, двічі Герой Радянського Союзу (1984, 1986). Доктор технічних наук (1995), професор (1997), член-кореспондент РАН (2011).

## Біографія
Народився 11 листопада 1946 року в Москві в родині службовця. Росіянин. Член КПРС з 1977 року. У 1964 році закінчив середню школу.
У 1970 році закінчив Московське вище технічне училище імені М. Е. Баумана.
З квітня 1970 року працює в ЦКБ експериментального машинобудування (тепер РКК «Енергія») спочатку інженером, з серпня 1973 року — інженером-конструктором, з січня 1978 року — старшим інженером. Брав участь у створенні двигунів для орієнтації лісячних і пілотованих космічних кораблів, систем дозаправки й загальних рухівних установок.
У грудні 1978 року зарахований до загону космонавтів НВО «Енергія», послідовно працював на посадах космонавта-випробувача, з вересня 1981 року — заступника начальника відділу, з грудня 1984 року — начальника відділу, з березня 1985 року — заступника керівника комплексу.
Після закінчення космічних польотів продовжував працювати в НВО «Енергія» на різних керівних посадах: з грудня 1986 року — керівник комплексу льотно-космічних випробувань, з квітня 1988 року — керівник польоту орбітальної станції «Мир», з серпня 1989 року — інструктор-космонавт-випробувач, з 1990 року — керівник польотами розгонних блоків.
У лютому 1994 року відрахований із загону космонавтів за віком.
Продовжував активну роботу в космічній галузі Росії.
З серпня 2007 року — перший заступник Генерального конструктора ВАТ "РКК «Енергія» імені С. П. Корольова.
Мешкає в Москві.

## Космічні польоти

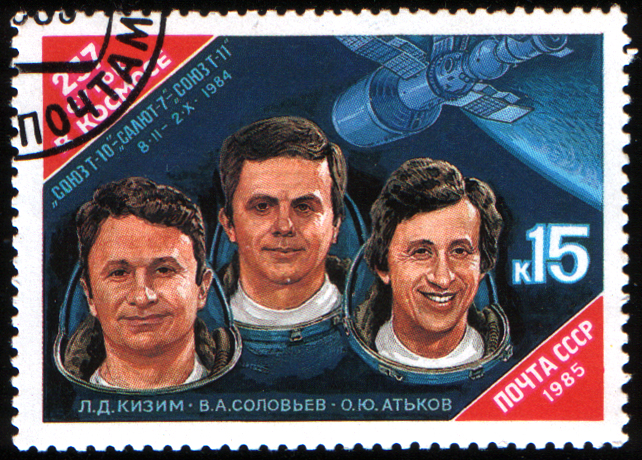
Поштова марка СРСР «Екіпаж космічного корабля „Союз Т-10“: Л. Д. Кизим, В. О. Соловйов та О. Ю. Атьков.»

Як бортінженер здійснив два космічних польоти, під час яких 8 разів виходив у відкритий космос.
Загальний час перебування в космосі — 361 доба 22 години 49 хвилин 56 секунд.

### Перший політ
Перший космічний політ на космічному кораблі «Союз Т-10» і орбітальній станції «Салют-7» проходив з 8 лютого по 2 жовтня 1984 року спільно з командиром екіпажу Л. Д. Кизимом і космонавтом-дослідником О. Ю. Атьковим.
Під час польоту, що тривав 237 діб, екіпажем було проведено значний обсяг науково-технічних і медико-біологічних досліджень та експериментів.
В. Соловйов і Л. Кизим здійснили 6 виходів у космос загальною тривалістю 22 години 50 хвилин, виконавши при цьому складні й багатоетапні монтажні роботи.
За час польоту на борту ОС «Салют» побувало 2 експедиції відвідування, в тому числі за участю громадянина Індії Ракеша Шарми.

### Другий політ
Вдруге політ у космос В. Соловйов здійснив з 13 березня по 16 липня 1986 року на космічному кораблі «Союз Т-15» під командуванням Л. Д. Кизима.
За час польоту В. Соловйову довелось працювати на борту орбітальних станцій «Салют-7» і «Мир». Вперше в історії було здійснено два міжорбітальних перельоти з борту однієї станції на борт іншої.
Під час перебування на ОС «Салют-7» В. Соловйов здійснив 2 виходи у відкритий космос загальною тривалістю 8 годин 50 хвилин.

## Нагороди
Указом Президії Верховної Ради СРСР від 2 жовтня 1984 року за успішне здійснення тривалого космічного польоту на орбітальному комплексі «Салют-7» — «Союз» Соловйову Володимиру Олексійовичу присвоєне звання Героя Радянського Союзу з врученням ордена Леніна і медалі «Золота Зірка» (№ 11518).
Указом Президії Верховної Ради СРСР від 16 липня 1986 року за мужність і героїзм, виявленні при здійсненні космічного польоту на орбітальних станціях «Салют-7» та «Мир», Соловйов Володимир Олексійович нагороджений другою медаллю «Золота Зірка».
Нагороджений двома радянськими орденами Леніна (2.10.1984, 16.07.1986), російськими орденами «За заслуги перед Вітчизною» 4-го ступеня (25.06.2012), Пошани(26.08.1996), Дружби (10.04.2004), медалями, серед яких «За заслуги в освоєнні космосу» (12.04.2011).
Також нагороджений низкою іноземних нагород, в тому числі: французьким орденом Почесного леґіону (1982), індійською медаллю «Кірті Чакра» (1985), сирійським «Срібна зірка» та іншими.
Крім цього:
- Лауреат Державної премії РФ (1999).
- Почесна грамота Уряду РФ (11.11.2006);
- Заслужений майстер спорту СРСР (1987).